# Вознесенский, Аркадий Викторович
Аркадий Викторович Вознесенский (28 февраля (11 марта) 1864 — 31 марта 1936) — русский советский геофизик, климатолог; профессор, заслуженный деятель науки РСФСР (1934). Директор Иркутской обсерватории (1895—1917); организовал ряд метеорологических станций; автор исследований по климату Восточной Сибири, озера Байкал, сейсмичности Сибири и Монголии.

## Биография
Родился 28 февраля (11 марта) 1864 года.
В 1882 году поступил на естественное отделение физико-математического факультета Санкт-Петербургского университета, который окончил в 1888 году со степенью кандидата. Сначала работал старшим вычислителем в Главной физической обсерватории, с 1890 года состоял в должности старшего наблюдателя в Тифлисской обсерватории.
В 1895 году был назначен директором Иркутской магнитно-метеорологической обсерватории. Вознесенский первым обратил внимание на необходимость наблюдений и изучения озера Байкал. В это время проходила гидрографическая экспедиция Байкальского озера и началось строительство Кругобайкальской железной дороги, в связи с чем комитет по постройке железной дороги выделил деньги на организацию и содержание метеорологических станций; в 1896 году появились первые метеорологические станции на Байкале: в п. Лиственичное и на противоположном берегу озера — в Мысовой; в 1898 году была открыта метеостанция в Баргузине; были построены метеорологические станции в Култуке, на Ольхоне, Большом Ушканьем острове и при Туркинском маяке. В 1896 году Вознесенский совершил поездку в Якутию для наблюдений изменений метеорологических элементов во время солнечного затмения.
Вознесенский активно расширял сибирскую сеть метеорологических станций: к 1899 году сеть насчитывала 100 станций, к 1912 году — 358. Во Владивостоке было создано гидрометеорологическое бюро, ставшее основой будущей Дальневосточной обсерватории.
Результатом метеонаблюдений стал первый труд о климате озера: «Очерк климатических особенностей Байкала», за который в 1910 году Академия наук удостоила А. В. Вознесенского Ломоносовской премии.
Разработал конструкцию сейсмоскопа с запуском при землетрясении специальных часов; прибор (названный сейсмоскопом Русского географического общества) определял направление толчка и момент времени, когда он произошёл. Они были установлены приблизительно в 50 пунктах — в Туркестане, на Кавказе и в Восточной Сибири. При иркутской обсерватории было создано сейсмическое отделение; сейсмические станции появились в Красноярске, Кабанске, Чите и Маритуе. Вознесенским был составлен «Каталог землетрясений по неинструментальным данным за период 1700—1929 гг. включительно». Им была организована экспедиция в Монголию для изучения трещин, получившихся в результате землетрясений в 1905 году.
Всего за иркутский период им было напечатано: 5 работ по озеру Байкал, в числе которых «Очерк климатических особенностей Байкала»; 7 работ по сейсмичности; 14 работ по климату и метеорологии, среди которых большой труд, написанный им при участии В. Б. Шостаковича «Основные данные для изучения климата Восточной Сибири». Большая часть его работ опубликована в изданиях Академии наук и Географического общества. Был награждён орденами Св. Анны 2-й ст. (1903) и Св. Владимира 4-й ст. (1906).
С 1916 года состоял членом Байкальской комиссии АН. С 1917 года был заведующим Гидрометеорологической службой Каспийского моря; с 1919 года — заведующий Гидрометеорологической службой Чёрного и Азовского морей. С 1920 года состоял ординарным профессором метеорологии и климатологии Таврического университета — читал курсы метеорологии и физической географии. В 1922 году — помощник заведующего Центральным гидрометеорологическим бюро.
В 1922–1924 годах профессор А. В. Вознесенский провел магнитную съемку Карадага.
С 1928 года заведовал отделом сельскохозяйственной метеорологии в Институте опытной агрономии и был старшим сейсмологом и консультантом в Сейсмологическом институте Академии наук СССР; с 1930 года работал в Гидрологическом институте.
Скоропостижно скончался 31 марта 1936 года.

## Награды и звания
Русским географическим обществом Вознесенский был награждён серебряной (1879) и золотой (1906) медалями им. П. П. Семёнова, а также медалью им. Ф. П. Литке (1930).